# Lucas Masoero
Lucas Masoero (Mendoza, 1 de febrero de 1995) es un futbolista argentino que juega de defensa en el Bruk-Bet Termalica Nieciecza de la Ekstraklasa.

## Trayectoria
Masoero comenzó su carrera deportiva en el Independiente Rivadavia en 2015, club que abandonó en 2016 al incorporarse al Sport Club Pacífico de General Alvear para disputar el Federal B de ese año, en 2017 fichó por el Deportivo Maipú.

### Europa
En 2018 abandonó Argentina para jugar en el Lokomotiv Plovdiv de la Primera Liga de Bulgaria. Tras tres años en el club, en julio de 2021 firmó con el F. C. Nizhni Nóvgorod por dos temporadas. En ese tiempo jugó 58 partidos y en septiembre de 2023 fichó por el Universitatea Cluj. Allí también permaneció dos años, mismo tiempo por que el firmó con el Bruk-Bet Termalica Nieciecza en junio de 2025.

## Clubes
| Club                         | País      | Año       |
| ---------------------------- | --------- | --------- |
| Independiente Rivadavia      | Argentina | 2015-2016 |
| Sport Club Pacífico          | Argentina | 2016      |
| Deportivo Maipú              | Argentina | 2017-2018 |
| Lokomotiv Plovdiv            | Bulgaria  | 2018-2021 |
| F. C. Pari Nizhni Nóvgorod   | Rusia     | 2021-2023 |
| Universitatea Cluj           | Rumania   | 2023-2025 |
| Bruk-Bet Termalica Nieciecza | Polonia   | 2025-     |

## Palmarés

### Títulos nacionales
| Título                | Club              | País     | Año  |
| --------------------- | ----------------- | -------- | ---- |
| Copa de Bulgaria      | Lokomotiv Plovdiv | Bulgaria | 2019 |
| Copa de Bulgaria      | Lokomotiv Plovdiv | Bulgaria | 2020 |
| Supercopa de Bulgaria | Lokomotiv Plovdiv | Bulgaria | 2020 |